# Shenzhou 7
Shenzhou 7 foi a terceira missão espacial tripulada do programa espacial chinês, a primeira com três taikonautas, lançada em 25 de setembro de 2008 com o objetivo principal de realizar a primeira caminhada espacial de um chinês em órbita. A nave foi lançada do Centro de lançamento de satélites de Jiuquan às 21:10, hora de Pequim, e pousou três dias depois, às 17:37 no interior da Mongólia.
Esta foi a primeira vez que a China colocou três homens no espaço numa única nave espacial e foi o terceiro passo de um detalhado e cuidadosamente executado plano de “pequenos passos”, para colocar chineses na Lua antes de 2020.A missão consolidou a posição da China como terceira potência espacial, colocando homens no espaço por meios próprios.
Esta missão também preparou terreno para a missão posterior, não-tripulada, que teve como objetivo colocar a primeira estação espacial chinesa em órbita, em setembro de 2011.

## Tripulação
| Posição                                    | Taikonauta   |
| ------------------------------------------ | ------------ |
| Comandante                                 | Zhai Zhigang |
| Taikonauta do Módulo Orbital               | Liu Boming   |
| Taikonauta em Serviço no Módulo de Retorno | Jing Haipeng |

## Missão
A nave foi lançada no topo de um foguete Longa Marcha 2F às 13:10 UTC de 25 de setembro numa órbita elíptica de 200X300 km, estabelecendo-se sete horas depois numa órbita de 330X336 km de altitude. Em 27 de setembro, o comandante Zhai, usando o novo traje espacial chinês Feitian - criado para suportar mais de sete horas de exposição à radiação solar no espaço -  levou a cabo uma caminhada espacial de 22 minutos, a primeira realizada por um chinês. Ele saiu do módulo de cabeça para cima e vagou num espaço limitado próximo à escotilha ao redor da nave, preso por cabos, recolhendo experimentos conectados do lado exterior e abanando a bandeira chinesa para as câmeras. O segundo tripulante, Liu Boming, usando um traje espacial russo Orlan, permaneceu com parte do corpo fora da escotilha para ajudar se necessário. O terceiro taikonauta, piloto Jing Haipeng, permaneceu no interior do módulo de reentrada monitorando a situação geral. A caminhada foi transmitida ao vivo pela televisão para toda a China e duas câmeras produziram imagens panorâmicas.

Com a bandeira da China na mão, o comandante Zhai realiza a primeira caminhada espacial de um chinês na história da exploração espacial.

Durante a missão, cientistas chineses na terra controlaram no espaço uma experiência com a exposição de um lubrificante sólido no vácuo. Uma peça de equipamento do tamanho de um livro foi instalada na parte externa da nave antes do lançamento e foi recuperada por Zhai durante a EVA, depois de 40 horas de exposição, e trazida de volta à Terra para estudos sobre o uso de um lubrificante ideal em futuras instalações espaciais.
Outro ponto importante foi o lançamento no espaço de um pequeno satélite, BX-1, colocado em órbita depois do retorno do comandante ao interior da nave. Pesando cerca de 40 kg, a sonda tinha duas câmeras e equipamento de comunicação. Poucas horas depois da caminhada espacial, a Shenzhou 7 passou a uma distância muito próxima e não esperada da Estação Espacial Internacional, cerca de 45 km, o que provocou especulação da NASA de que o satélite fora lançado para fazer testes militares de tecnologia de interceptação anti-satélite.
Com a missão completada com sucesso, a nave desacoplou às 08:48 de 26 de setembro, iniciando a deorbitagem, e pousou em segurança na Mongólia Interior às 09:37 UTC. Em seguida ao término da missão, o governo chinês foi congratulado por diversos líderes estrangeiros pelo completo sucesso do voo, que marcou diversos "primeira-vez" para o programa espacial chinês.

## Galeria

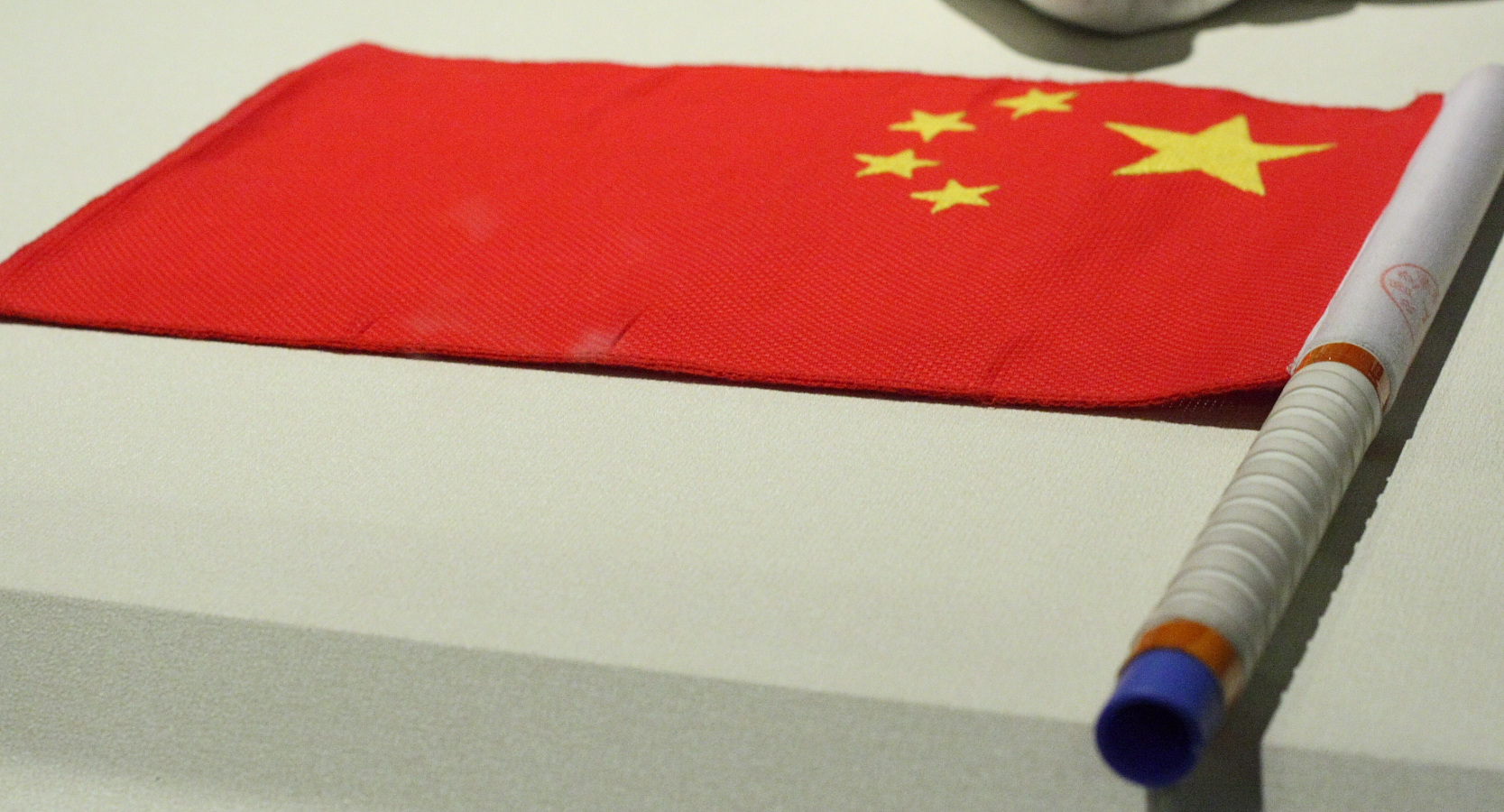
A bandeira chinesa usada no espaço pelo taikonauta Zhai Zhigang.
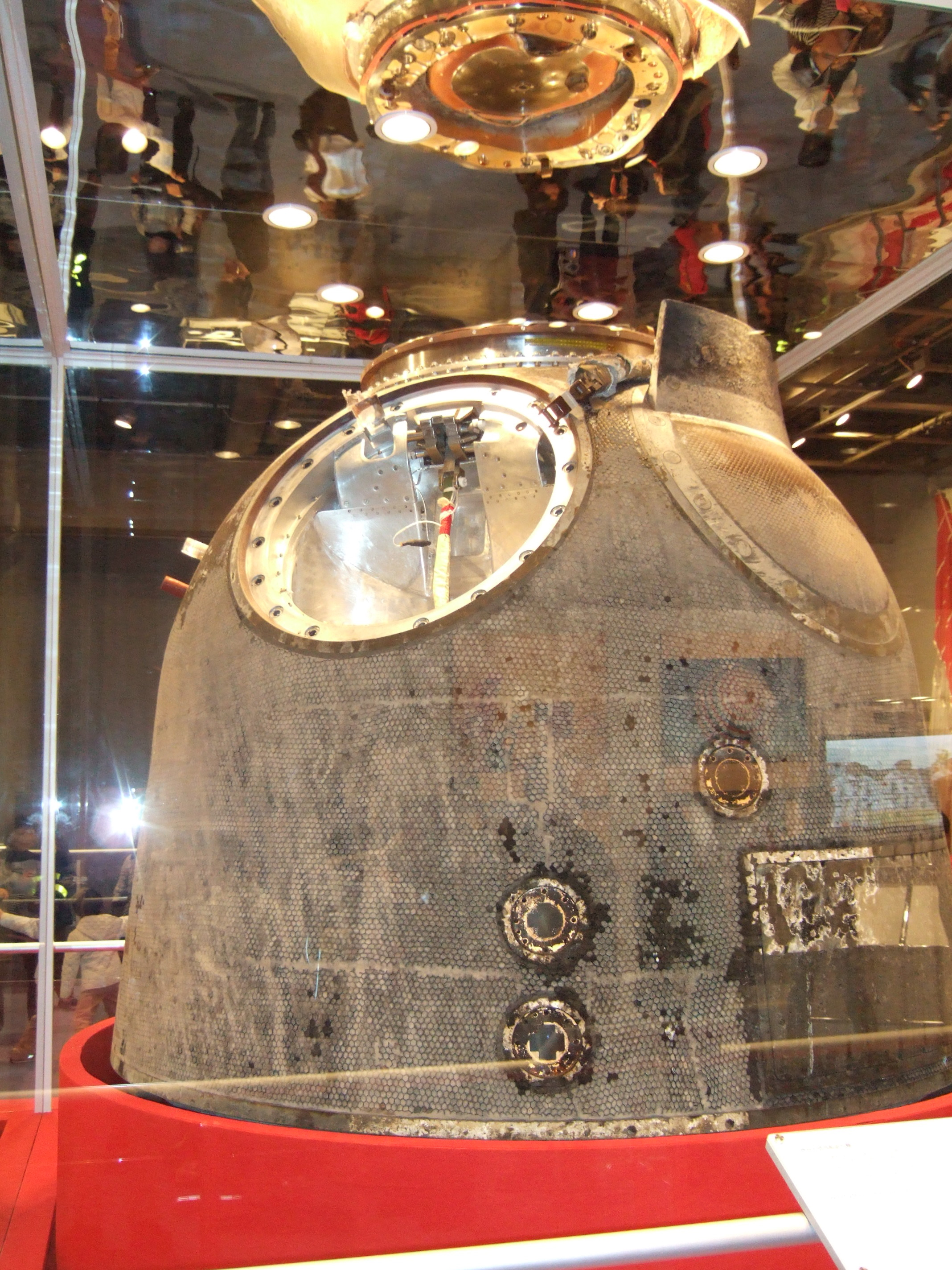
A cápsula da Shenzhou 7 numa exposição em Hong Kong.
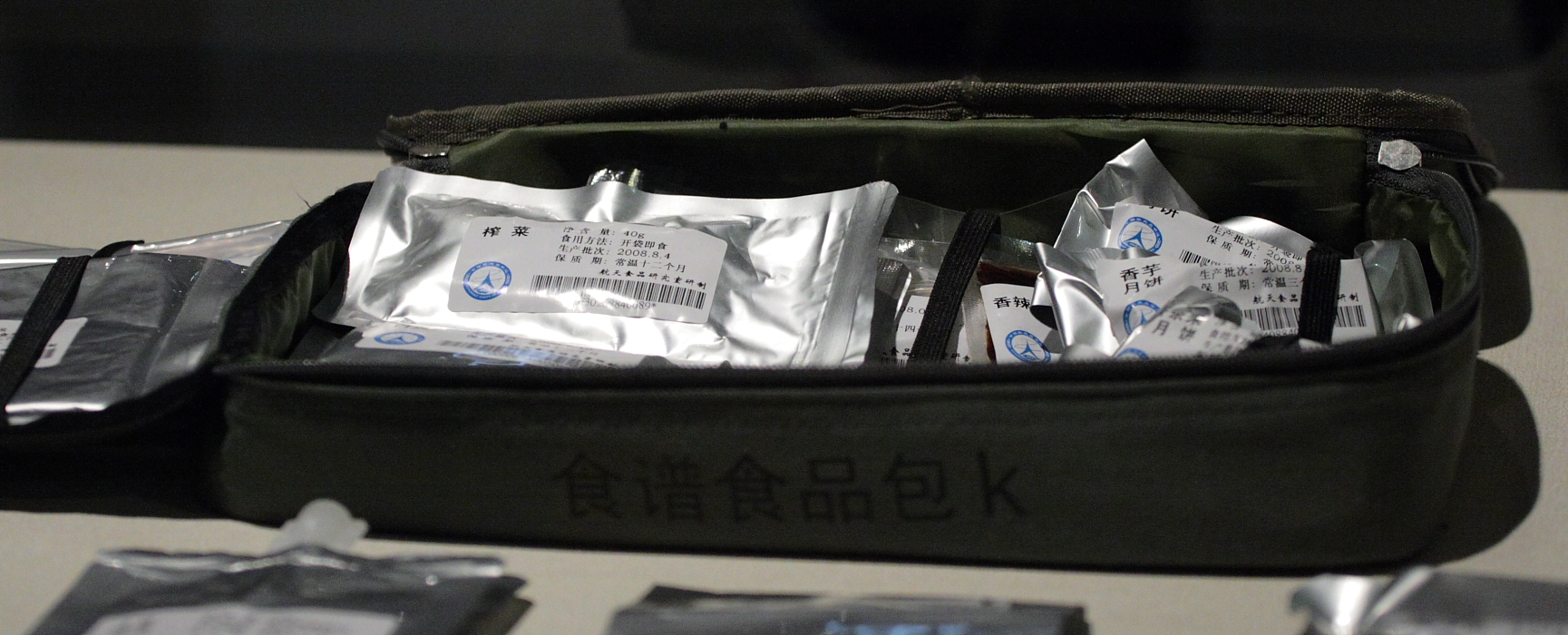
Invólucros com a comida usada pelos taikonautas em órbita.
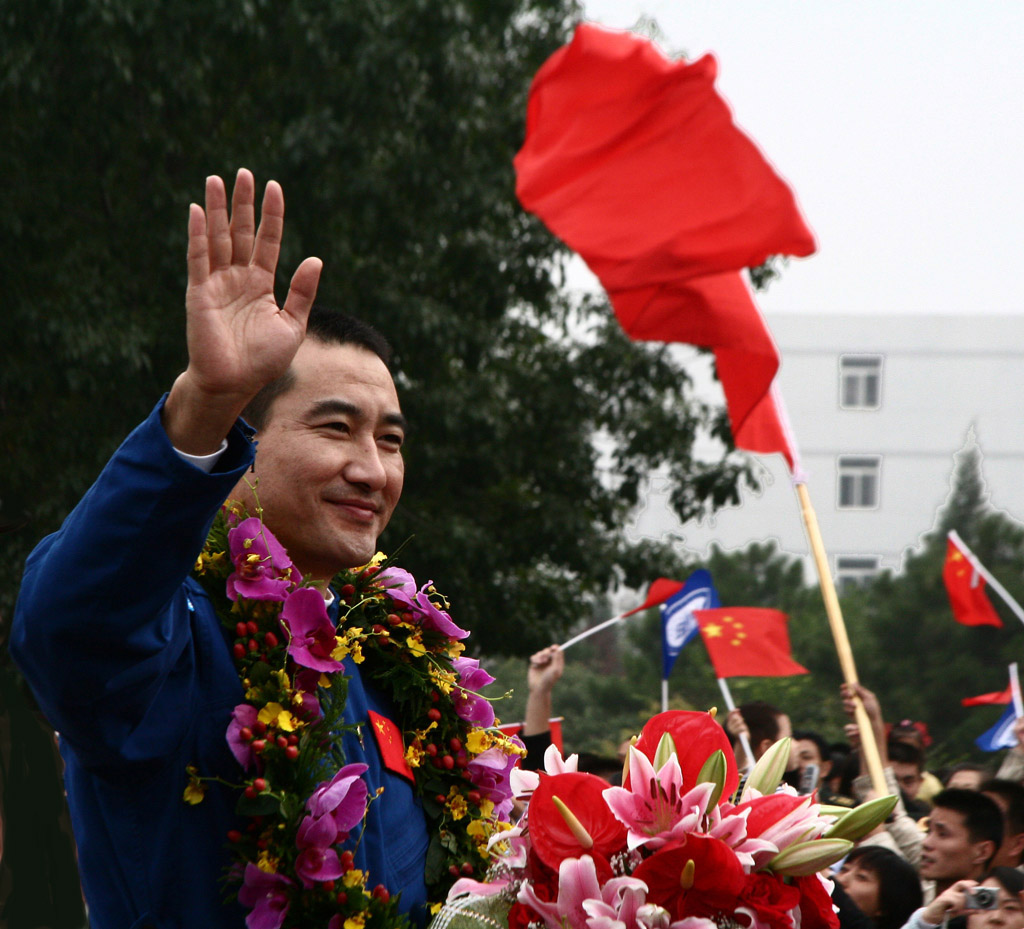
O comandante Zhai recebido em festa pelo povo.
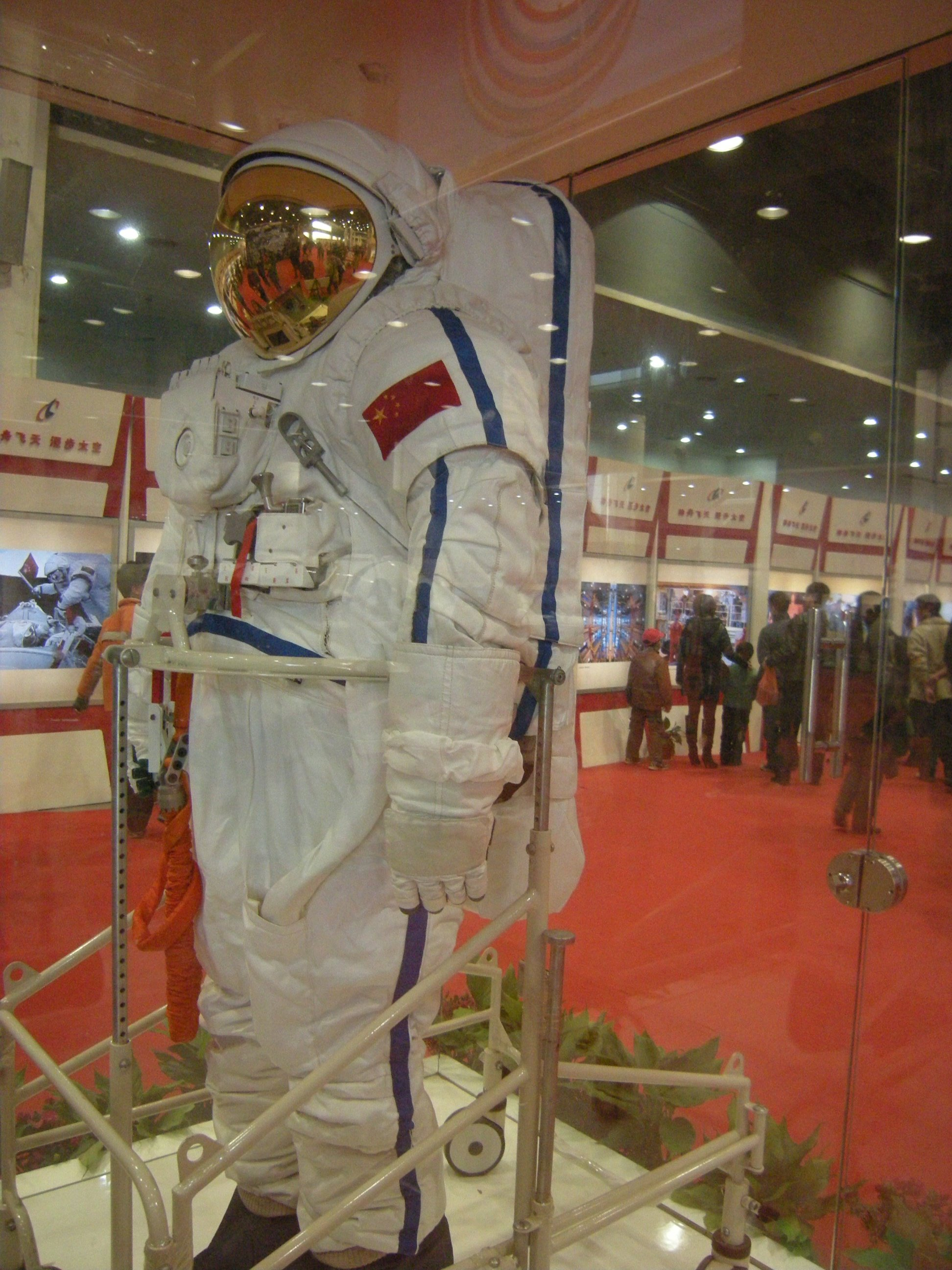
Traje espacial em exposição.